# Muscari microstomum
Muscari microstomum är en sparrisväxtart som beskrevs av Peter Hadland Davis och D.C. Stuart. Muscari microstomum ingår i släktet pärlhyacinter, och familjen sparrisväxter. Inga underarter finns listade i Catalogue of Life.